# Juarros de Riomoros
Juarros de Riomoros is een gemeente in de Spaanse provincie Segovia in de regio Castilië en León met een oppervlakte van 13,89 km². Juarros de Riomoros telt 56 inwoners (1 januari 2016).

## Demografische ontwikkeling
Bron: INE, 1857-2011: volkstellingen